# Nasr Athletic Hussein Dey (football)
Pour les articles homonymes, voir NAHD.
Cet article concerne la section football du club omnisports NA Hussein Dey. Pour les autres sports, voir Nasr athletic Hussein Dey (basket-ball) et Nasr athletic Hussein Dey (volley-ball).
Maillots
Actualités
Le Nasr Athletic Hussein Dey (en arabe : نصر أتلتيك حسين داي), plus connu sous les abréviations NA Hussein Dey ou NAHD, est un club de football algérien fondé en 1947 et basé dans le quartier d'Hussein Dey, située dans la wilaya d'Alger.
Le Nasr Athletic Hussein Dey est le premier club omnisports en Algérie. Sa renommée repose sur son rôle de centre de formation, lui valant le surnom d'« El Madrassa » (l'école).
Le club dispute ses premières compétitions officielles pendant la période coloniale française en 1947 au sein de la Ligue d'Alger de Football Association (LAFA).
Après l'indépendance de l'Algérie en 1962, le club accède à la Nationale Une et devient semi-professionnel. En 2010, le club devient professionnel à la suite d'une réforme du championnat pour professionnaliser le football algérien. Le NAHD remporte le titre de Champion d'Algérie lors de la saison 1966-1967 et remporte également une fois la Coupe d'Algérie lors de l'édition 1978-1979.
Sur la scène continentale, le NAHD atteint la finale de la Coupe d'Afrique des vainqueurs de coupe en 1978.
Le club a aussi contribué à l'histoire du football algérien en fournissant 7 joueurs à l'équipe nationale en 1979. Ces joueurs ont laissé une empreinte dans le football algérien. Il a également établi un partenariat avec Air Algérie, marquant un tournant dans les collaborations entre clubs de football et entreprises.

## 1947: Naissance Officiel du Nasria
Le 15 juin 1947 (26 Rajab 1366), au quartier Léveilley à Hussein Dey, aujourd'hui El Magharia, dans le Café de Ali Kaddour rue Maurice actuellement adel Mokhtar  , 182 membres sous la présidence de M. Ladjadj Said se réunissaient pour décider de la fusion des trois clubs d'Hussein Dey à savoir Le Nedjma Sports d'Hussein-Dey, club créé le 13 décembre 1938 par Benyoucef Bensiam, l'Idéal Club de La Glacière de Mohamed Yahi, fondé le 28 Mars 1946 et L'Espérance Sportive de Léveilley (Zioui, Chambaz, Maref...), club crée le 27 février 1947. La nouvelle entité prend le nom de Nasr Athlétique d'Hussein Dey.
Avant la Seconde Guerre mondiale, le Mouloudia était le seul club algérois[réf. nécessaire], devenant trop exigu[pas clair], et avec la forte demande[De quoi ?], il avait été décidé[Qui ?] de créer des clubs là où c'était possible. Après la création de l'USMA ainsi que d'autres clubs[pas clair], le NAHD est fondé en 1947, Une naissance faite dans la douleur[réf. nécessaire] à l'instar des autres clubs du pays[réf. nécessaire], mais d'une façon un peu originale. C'est un club résulte de la fusion de trois clubs situé dans le 9e arrondissement du Grand Alger pour donner naissance au Nasr Athlétique d'Hussein-Dey (NAHD)

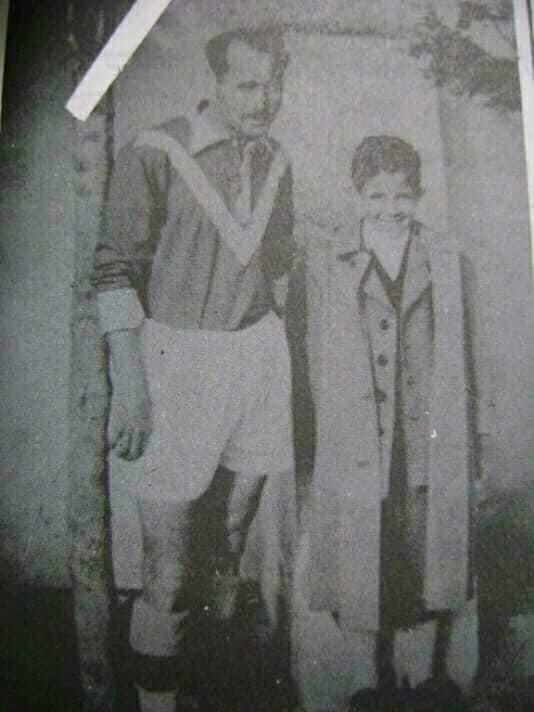
Mohamed Zioui portant le maillot du NAHD.

Plusieurs noms ont été proposés avant que ne soit retenu le nom de Nasr Athlétique Hussein Dey. "Nasr" signifie en français la victoire, et ce nom a été inspiré par l'expression la victoire pour les musulmans. Cette phrase a circulé dès les premiers jours de la création du Club Nasria et a été prononcée par le martyr Mohamed Zioui lui-même, l'un des fondateurs du Nasria. la lettre V sur le maillot du club, symbolisant la victoire. Cela visait à transmettre un message indirect aux colons français, affirmant la victoire des musulmans.

## Débuts du club sous l'ère coloniale française: 1947-1957
Le 15 juin 1947, Saïd Ladjadj dépose les statuts du Nasr Athlétique Hussein Dey.
Les membres du premier conseil d'administration étaient : président : Ali Hantour ; vice-présidents: Benyoucef Bensiam, Mokrane Hammack, Mohamed Akhli Zioui ; secrétaire général : Mohamed Yahi ; secrétaire adjoint : Mohamed Nedjaï ; trésorier général : Mohamed Dechicha ; trésorier adjoint : Mohamed Abib ; contrôleur général : Saïd Ladjadj ; assesseurs : Mohamed Melouah, Ahmed Terkmani, Bachir Bensaou, Omar Louli, Mohamed Chambaz, Dahmane Touati, Boualem Benamara.
Ses dirigeants étaient tous dévoués à la pratique sportive qui était à cette époque-là, un moyen de lutte contre le spoliateur français et aussi contre-carrer l'évolution de l'OHD formation chère aux colons de ce grand quartier populaire d'Alger, par la même occasion récupérer les joueurs algériens comme Loudahi Hamoud dit Fez et Bellamine qui font partie de son ossature.
En 1947-1948, le NAHD est affilié à la Fédération française de football association (FFFA) fit son entrée officielle dans le championnat français en 3e division, où il domina nettement son groupe, lui permettant ainsi de disputer les matchs de barrages pour la montée en 2e division, contre la redoutable formation de Bab El Oued l'E.B.O. La rencontre fut émaillée d'incidents, scène bien préparée par la ligue de football et les responsables de l'E.B.O pour empêcher les Algériens de s'imposer "footballistique" et accéder en 2e division, le NAHD était nettement supérieur dans tous les compartiments que son adversaire.
La commission de discipline, qui siégea pour traiter l'affaire, suspendit le NAHD de la compétition.
Face à cette injustice, les dirigeants "Nahdistes" entreprirent plusieurs démarches auprès de la ligue, pour la levée de la sanction, et eurent gain de cause, le NAHD fut gracié et reprend ainsi la compétition en troisième division.
En 1948-1949, le NAHD accède en deuxième division après une excellente saison. Il a dominé le championnat d'une main de fer et a gagné des matchs avec des scores fleuves !
Lors de la saison 1949-1950, Le NAHD accède en 1re division après avoir remporté tous les matchs de barrage.
La montée vertigineuse du NAHD mal digérée par les dirigeants du club voisin l'OHD, incitait ceux-ci à employer les grands moyens pour freiner son avancée. Cet élan, fut ainsi brisé par une manœuvre de leur voisin l'OHD.
Au cours de la saison 1953-1954, le NAHD devrait jouer les barrages pour accéder en pré-honneur, tandis que l'OHD était relégué en 1er division.
L’excellent parcours des jeunes musulmans (NAHD) fut stoppé net par les dirigeants de l'OHD, qui provoquèrent une bagarre au cours du match de barrage NAHD-RUA, des incidents éclatèrent et le verdict comme tout le monde le sait sanctionna le NAHD.
Revenons à présent à l'année 1953-1954, deuxième au classement général de la 1re division, 44 points derrière le SCUEB, cette seconde position lui permit de disputer les barrages pour l'accession en pré-honneur, qu'il remporta aisément et accéda donc en division supérieure qu'il ne quitta qu"en mars 1956, date de retrait de la compétition.
Le NAHD est un club qui a été béni à l’époque par le cheïkh Larbi Tebessi. Un club qui a contribué à la lutte indépendantiste algérienne, après avoir répondu à l’appel lancé par le FLN dans les années 1956/1957 de cesser les compétitions. Tous les clubs relevant du NAHD cessèrent toutes activités sportives pour ne les reprendre qu'après l'indépendance du pays en 1962.

## Les lueurs d'un champion: 1962-1985

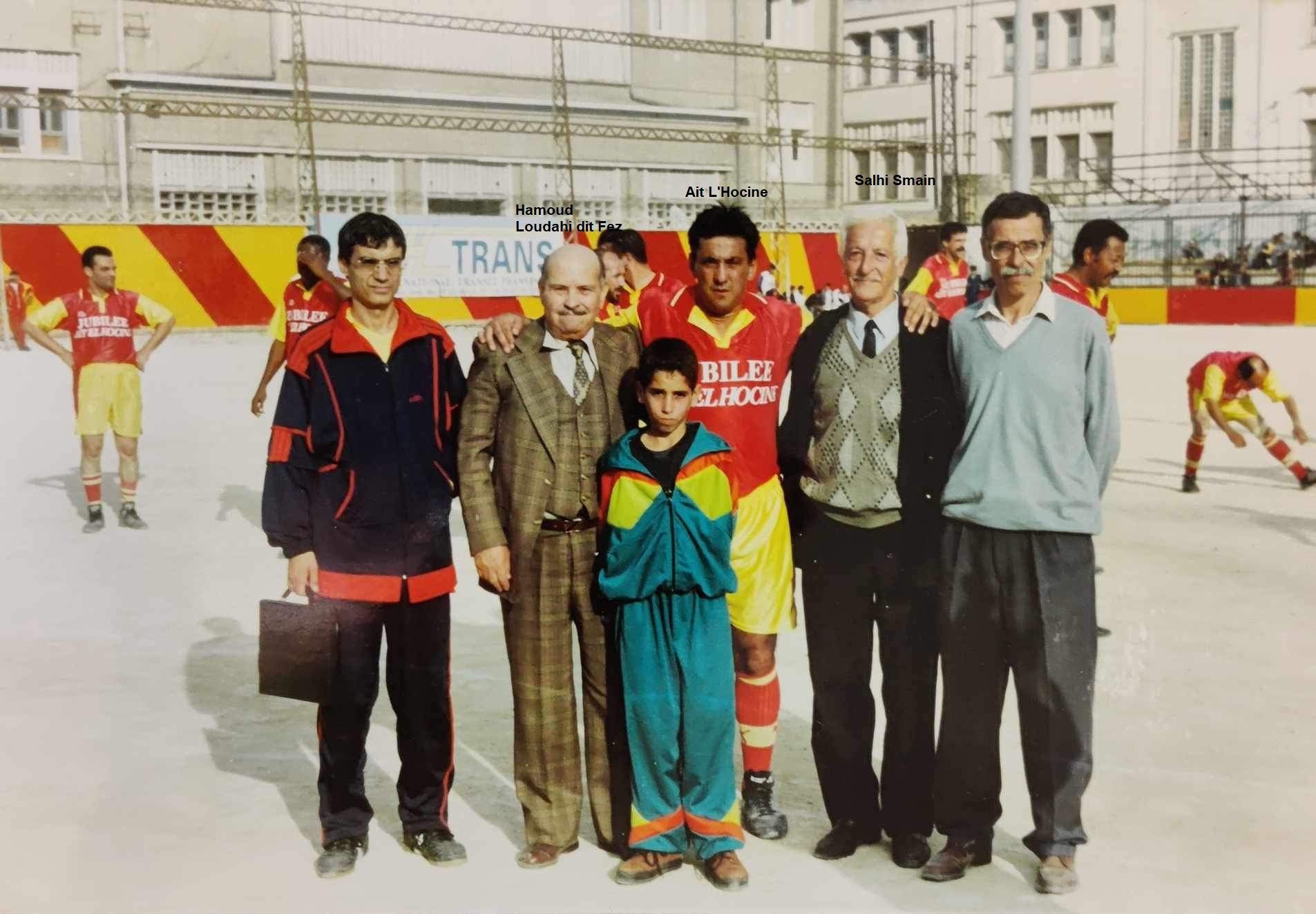
Hamoud Loudahi dit Fez ex coach du NAHD (Champion d'Algerie -1967) sur la photo avec Ait l'Hocine et Smain Salhi

Juste après l'indépendance, des « Hommes » au sens propre du mot ont pris la relève et donné une certaine aura et reconnaissance de la part de l'entourage sportif ici et ailleurs. En 1963, la reprise verra le NAHD intégrer 3 joueurs de l'ex-OHD (Zboralski, Perret, Serrano) ainsi que le rappel des joueurs du cru (Zermani, Zemmouri, Boudissa maazouz, Ouali, Yahia…). Le NAHD devient une référence de la D1 algérienne, quasi présent avec les meilleurs du championnat. Il fut champion d'Alger en 1963, il a perdu le titre de champion d'Algérie 1964 au profit de Annaba dans le tournoi final. 4 ans plus tard, les « Sang et Or » sont déclarés champions d'Algérie en 1967 et prendront une dimension sous l'impulsion d'un président de l'époque hors pair, en la personne du Colonel Slimane Hoffman et de Bensiam qui a marqué aussi de son empreinte l'histoire du club d'Hussein-Dey.
Sur le terrain, celui qui a révolutionné les « Sang et Or » n'est autre que le grand René Vernier qui avait à ses côtés l'illustre Hamoud Loudahi dit Fez (1969-1970), les navigateurs mettent le cap avec un équipage de renom, Ouchen et Amar (deux gardiens de but internationaux), Bouyahi, Nazef, Youcef, Oualiken, Bousseloub, Bahmane et autre Lahtihet.
Malgré un palmarès très moyen, le NAHD est reconnu comme étant la plus grande école du football algérien depuis les années 1960, qui a perfectionné un jeu très apprécié des amateurs, soit avec l'entraîneur hongrois Kalocsai (1966-1968), l'Anglais Reynolds, ou avec le Français René Vernier (à ne pas confondre avec René qui a ouvert une salle de judo à Alger) qui a perfectionné la défense de zone, ce dernier basculera la hiérarchie en intégrant deux jeunes arrières centraux qui ont pour nom Kheddis et Akkak, et un milieu de terrain, Fergani. La relève sera assurée par Amar Boudissa, auteur d'un record unique en son genre avec 17 matches sans défaite. Puis, vint l'Anglais Reynolds à qui succéda le non moins célèbre Jean Snella, ce dernier eut l'honneur d'apporter sa touche particulière dans le jeu du Nasria, promut le jeu offensif et révolutionna le NAHD dans les années 1970, sans oublier le mérite des éducateurs tels que Bellamine, Hamoud Loudahi dit Fez entraineur champion avec le Nasria en 1967  et autres Boudissa Amar, Abdelkader Bahmane, Benzekri, Ighil, etc. Cette pléiade d'éducateurs hors normes a forgé des joueurs talentueux de niveau mondial comme Fergani, Ouchene, Khedis, Ighil, Guendouz, Madjer, Merzekane, pour ne citer que ceux-ci. Au début des années 1970, Le NAHD a été le premier club algérien à engager un partenariat avec une entreprise commerciale Air Algérie grâce à l'aide de S. Hoffman, et ce avant même la réforme sportive de 1963, il s'agissait d'un prélude au professionnalisme avant l'heure.
Le NAHD a réussi la performance unique dans les annales du football algérien de donner 7 joueurs à la fois (soit plus de la moitié) à l'équipe nationale tous de valeur mondiale, les supporteurs se souviennent qu'à leur retour au sein de l'équipe, ces internationaux devaient prouver leur valeur pour arracher une place de titulaire étant donné la valeur des joueurs non sélectionnés. Ces derniers toutes voiles dehors, étaient un spectacle assuré sur tous les terrains d'Algérie. 1979, le Nasria décroche sa première coupe d'Algérie avec les Merzekane, Madjer, Guendouz, Guenoun, Zarabi, Aït El Hocine, Lazazi et autres. C'était l'antichambre de l'équipe nationale.
Durant la même saison, le même groupe passera près d'un exploit continental en perdant la finale de la coupe d'Afrique des clubs vainqueurs de la coupe face à Horia Konakry (Guinée). Deux années plus tard les « Sang et Or » quitteront la scène africaine en demi-finale sortis par l'Africa Sport de la Côte d'Ivoire.
En vingt-trois années d'existence dans le football algérien, le NAHD est monté dix fois sur le podium en championnat (vice-champion cinq fois, cinq fois comme 3e et neuf fois comme 4e) et a remporté une Coupe d'Algérie en 1979. L'équipe a également joué une finale de la Coupe d'Afrique des vainqueurs de coupe, la même année.

## Des relégations historiques: 1986-1999
En 1986, Le NAHD connait sa première relégation en Division 2, puis une autre encore en Division 3 en 1988 le club victime d'une saignée prend le chemin de l'enfer de la division régionale, après cinq ans d'absence où il végètera jusqu'à 1991. Le NAHD renaît une autre fois de ses cendres, et jouera encore une fois les premiers rôles en D1.
Durant la décennie 1990, le NAHD connaîtra des résultats en dents de scie avec 2 relégations (1995 et 1997) mais il sera aussi vice-champion d'Algérie en 1992, et 3e en 1993.
En 1999, n'ayant pas pu se classer parmi les 14 clubs qui devaient composer la super-division, le Nasria connaîtra encore une fois le purgatoire.

## 1999-2011: Des hauts et des bas
Cette fois, le messie a pour nom Méziane Ighil, l'entraîneur qui a réussi le pari fou de remettre l'équipe à sa place parmi l'élite. Ce même Ighil volera encore une fois au secours des navigateurs en 2000 mais dans la peau d'un « Big Boss ». Les « Sang et Or » retrouveront sous sa casquette l'élite. Première mission de l'ex-talentueux arrière gauche, réorganiser le club administrativement et travailler avec les hommes qu'il faut. La satisfaction ne tardera pas à venir. Le staff technique composé de Cheradi, Aït el Hocine et Ouchen bouleversera la hiérarchie. Les talentueux Aliche, Bendebka, Yacef, Abdeslam, Châabna et autres Gana, termineront la saison 2002/2003 en beauté. Une deuxième place amplement méritée qui leur a ouvert les portes d'une compétition internationale, la Champion's League Arabe.

## Avènement du professionnalisme: depuis 2011
Avec le passage au professionnalisme, le club a réussi à se hisser en Ligue 1 en se classant 2e en 2011, mais au terme de la saison suivante 2011-2012, le NAHD, 15e du classement de Ligue 1, rétrograde en Ligue 2 sous la houlette de Chaâbane Merzekane qui a hérité d'une situation catastrophique.
Lors de la saison 2013-2014, le club prépare une équipe composée d'un mélange de jeunes et d'anciens joueurs tels que Chérif Abdeslam, Nabil Hemani, Mohamed Ghalem, entraînés par Younes Ifticene, ainsi le club a pu accéder au palier supérieur en terminant deuxième au classement général, et faire une énième fois son retour à la Ligue 1.
Lors de la saison 2014-2015, le club procède à l'amélioration de son effectif et de son staff. Ainsi l'entraîneur Azzedine Aït Djoudi prend les rênes de l'équipe et des joueurs d'expérience sont recrutés : Hocine Metref du MC Alger, le revenant Aymen Madi de la JS Kabylie, Amine Touahri de l'ES Sétif, le revenant Farès Benabderahmane de l'ES Sétif, le revenant Nouri Ouznadji de l'USM Bel Abbès, le Camerounais Christian Dengoué de l'Union Douala, ainsi que les principales ossatures que l'équipe a gardé. À la fin de la saison, le NAHD se maintient en Ligue 1.
Lors de la saison 2015-2016, le coach Bouzidi est de retour, avec Billel Dziri comme adjoint. Le buteur Ahmed Gasmi est intégré à l'équipe. Le NAHD a réussi à atteindre la finale de la coupe d’Algérie après trente-quatre ans d'absence, finale perdue face au MC Alger.
La saison 2016-2017 est marquée par l'arrivée du portier international algérien Azzedine Doukha. C'est une saison vide pour le NAHD après le départ de Bouzidi et l'arrivée d'Alain Michel, l’élimination en quart de finale en coupe d’Algérie et le relâchement en fin de saison qui a coûté une place sur le podium.

## Résultats sportifs

### Palmarès
| Compétitions nationales | Compétitions internationales |
| --- | --- |
| Ligue 1 (1) - Champion : 1967. - Vice-champion : 1964, 1973, 1976, 1982 et 1993. Coupe d'Algérie (1) - Vainqueur : 1979. - Finaliste : 1968, 1977, 1982 et 2016. Ligue 2 (3) - Champion : 1991, 1996 et 2002. - Vice-champion : 1998, 2011 et 2014. DNA (1) - Champion Gr. centre : 1990. | Coupe d'Afrique des vainqueurs de coupe - Finaliste : 1978. - Demi-finaliste : 1980. Coupe de la confédération - Phase des groupes : 2019. |

| Compétitions jeunes |
| --- |
| - Coupe d'Algérie Espoirs (1) - Vainqueur : 2014. - Coupe d'Algérie Junior (4) - Vainqueur : 1970, 1976, 1977 et 1996. - Finaliste : 1986 et 1999. - Coupe d'Algérie Cadets (2) - Vainqueur : 1977 et 1997. - Finaliste : 1975 et 1983. - Coupe d'Algérie Minimes (1) - Vainqueur : 2019 |

### Bilan sportif
Bilan du NAHD en championnat et coupes à partir de 1962 
| Nationale                   | Saisons     | Titres | J    | G   | N   | P   | Bp   | Bc   | Diff | Points |
| --------------------------- | ----------- | ------ | ---- | --- | --- | --- | ---- | ---- | ---- | ------ |
| Ligue 1                     | 47          | 1      | 1394 | 522 | 409 | 463 | 1649 | 1466 | +183 | 2292   |
| Ligue 2                     | 13          | 4      | 391  | 177 | 111 | 101 | 489  | 311  | +178 | 601    |
| Division 3                  | (1 sur 2)   | 1      | 31   | 18  | 11  | 2   | 44   | 15   | +29  | 48     |
| Total                       | (61 sur 62) | 6      | 1786 | 706 | 525 | 555 | 2158 | 1762 | +396 | 2903   |
| Coupes nationales           | Saisons     | Titres | J    | G   | N   | P   | Bp   | Bc   | Diff | Points |
| Coupe d'Algérie             | 57          | 1      |      |     |     |     |      |      |      |        |
| Coupe de la Ligue d'Algérie | 4           | 0      | 16   | 5   | 0   | 11  | 17   | 21   | -4   |        |
| Total                       | 61          | 1      |      |     |     |     |      |      |      |        |
| International               | Saisons     | Titres | J    | G   | N   | P   | Bp   | Bc   | Diff | Points |
| Compétitions arabes         | 4           | 0      | 21   | 8   | 6   | 7   | 24   | 26   | -2   |        |
| Compétitions africaines     | 4           | 0      | 32   | 13  | 9   | 10  | 43   | 31   | 12   |        |
| Total                       | 8           | 0      | 53   | 21  | 15  | 17  | 67   | 57   | +10  |        |
| Total Général               |             |        |      |     |     |     |      |      |      |        |

### Distinctions individuelles
| Distinctions personnelles                                                |
| ------------------------------------------------------------------------ |
| - Soulier d'or algérien (2) - Hocine Saâdi : 1965. - Ahmed Gasmi : 2017. |

### Classement en Championnat d'Algérie par saison
Depuis 1962, en Championnat d'Algérie, l'équipe du NAHD a remporté le titre de champion d'Algérie une fois, s'est classée vice-championne cinq fois, cinq fois 3e et neuf fois 4e.
L'équipe a connu la relégation après vingt-quatre ans de présence continue en D1, car à partir de 1985 c'était la catastrophe ou l'équipe a perdu deux paliers en deux ans (de la D1 en 1985-1986 en D3 1987-1988 mais arrive au bout de trois ans à revenir en D1, depuis le NAHD se contente de jouer le maintien dès fois et la relégation-accession d'autres fois.
Liste des classements du club en Championnat d'Algérie par saison, :
- 1962-63 : C-H Gr. Centre, 4e
- 1963-64 : D-H, 2e
- 1964-65 : D1, 4e
- 1965-66 : D1, 8e
- 1966-67 : D1, 1er
- 1967-68 : D1, 4e
- 1968-69 : D1, 8e
- 1969-70 : D1, 8e
- 1970-71 : D1, 4e
- 1971-72 : D1, 8e
- 1972-73 : D1, 2e
- 1973-74 : D1, 3e
- 1974-75 : D1, 4e
- 1975-76 : D1, 2e
- 1976-77 : D1, 3e
- 1977-78 : D1, 4e
- 1978-79 : D1, 9e
- 1979-80 : D1, 3e
- 1980-81 : D1, 6e
- 1981-82 : D1, 2e
- 1982-83 : D1, 10e
- 1983-84 : D1, 15e
- 1984-85 : D1, 3e
- 1985-86 : D1, 18e
- 1986-87 : D2, 8e
- 1987-88 : D2, 8e
- 1988-89 : D3, 3e
- 1989-90 : D3, 1er
- 1990-91 : D2 1er
- 1991-92 : D1, 4e
- 1992-93 : D1, 2e
- 1993-94 : D1, 12e
- 1994-95 : D1, 15e
- 1995-96 : D2 1er
- 1996-97 : D1, 15e
- 1997-98 : D2, 2e
- 1998-99 : D1 Gr. A, 10e
- 1999-00 : D2, 12e
- 2000-01 : D2, 3e
- 2001-02 : D2, Gr. Centre-Ouest 1er
- 2002-03 : D1, 3e
- 2003-04 : D1, 3e
- 2004-05 : D1, 4e
- 2005-06 : D1, 11e
- 2006-07 : D1, 7e
- 2007-08 : D1, 11e
- 2008-09 : D1, 13e
- 2009-10 : D1, 18e
- 2010-11 : Ligue 2, 2e
- 2011-12 : Ligue 1, 15e
- 2012-13 : Ligue 2, 7e
- 2013-14 : Ligue 2, 2e
- 2014-15 : Ligue 1, 9e
- 2015-16 : Ligue 1, 11e
- 2016-17 : Ligue 1, 8e
- 2017-18 : Ligue 1, 3e
- 2018-19 : Ligue 1, 11e
- 2019-20 : Ligue 1, 15e
- 2020-21 : Ligue 1, 12e
- 2021-22 : Ligue 1, 16e
- 2022-23 : D2, Gr. Centre-Ouest, 9e
- 2023-24 : D2, Gr. Centre-Ouest, 9e

### Résultats en Coupe d'Algérie par saison
Liste des résultats du club en Coupe d'Algérie par saison, :
| Saison  | Tour        | Adversaire       | Résultat          |
| 1962-63 | 1/16 finale | ES Maison-Carrée | 3-2 (a.p)         |
| 1963-64 | 1/8 finale  | ES Sétif         | 1-0               |
| 1964-65 | 1/4 finale  | ES Mostaganem    | 3-1               |
| 1965-66 | 1/16 finale | USM Alger        | 2-2               |
| 1966-67 | 1/4 finale  | ES Sétif         | 2-1               |
| 1967-68 | Finaliste   | ES Sétif         | 3-2 (a.p)         |
| 1968-69 | 1/2 finale  | USM Alger        | 1-0 (a.p)         |
| 1969-70 | 1/16 finale | ES Guelma        | 3-1               |
| 1970-71 | 1/16 finale | MO Constantine   | 2-1 (a.p)         |
| 1971-72 | 1/2 finale  | USM Alger        | 1-0               |
| 1972-73 | 1/4 finale  | USM Alger        | 1-0               |
| 1973-74 | 1/2 finale  | US Maison Carrée | 2-1 & 1-1         |
| 1974-75 | 1/4 finale  | HAMRA Annaba     | 3-2               |
| 1975-76 | 1/4 finale  | MC Alger         | 1-1 (9-6 corners) |
| 1976-77 | finaliste   | JS Kawkabi       | 2-1               |
| 1977-78 | 1/4 finale  | MP Oran          | 1-0               |
| 1978-79 | vainqueur   | JE Tizi Ouzou    | 2-1               |
| 1979-80 | 1/4 finale  | USM Alger        | 2-0               |
| 1980-81 | 1/8 finale  | MP Oran          | 1-0               |
| 1981-82 | finaliste   | DNC Alger        | 2-1               |
| 1982-83 | 1/16 finale | NR Blida         | 2-1               |

| Saison  | Tour        | Adversaire      | Résultat        |
| 1983-84 | 1/16 finale | WM Tlemcen      | 4-2 (a.p)       |
| 1984-85 | 1/32 finale | Nadit Alger     | 2-1 (a.p)       |
| 1985-86 | 1/32 finale | JRB Dellys      | 2-1             |
| 1986-87 | 1/64 finale | NRB Berrouaghia | 1-0 (a.p)       |
| 1987-88 | 1/32 finale | JE Tizi Ouzou   | 1-0             |
| 1988-89 | 1/32 finale | USM Blida       | 1-0             |
| 1989-90 | N.J         | N.J             | N.J             |
| 1990-91 | 1/32 finale | NCB El Affroun  | 1-0             |
| 1991-92 | 1/2 finale  | JS Kabylie      | 1-1 (4-2 t.a.b) |
| 1992-93 | N.J         | N.J             | N.J             |
| 1993-94 | 1/16 finale | ASM Oran        | 0-0 (3-1 t.a.b) |
| 1994-95 | 1/16 finale | US Chaouia      | 1-0             |
| 1995-96 | 1/32 finale | ES Mostaganem   | 1-1 (5-3 t.a.b) |
| 1996-97 | 1/16 finale | CA Batna        | 2-0             |
| 1997-98 | 1/32 finale | JS Djijel       | 1-0             |
| 1998-99 | 1/2 finale  | JS Kabylie      | 3-0 & 1-0       |
| 1999-00 | 1/4 finale  | MC Oran         | 0-0 & 1-0       |
| 2000-01 | 1/8 finale  | CRB Mecheria    | 3-0             |
| 2001-02 | 1/32        | MC Oran         | 0-0 (3-2 t.a.b) |
| 2002-03 | 1/4 finale  | USM Alger       | 2-0             |
| 2003-04 | 1/16 finale | Paradou AC      | 2-1             |

| Saison  | Tour                | Adversaire          | Résultat            |
| 2004-05 | 1/16 finale         | ASM Oran            | 3-1                 |
| 2005-06 | 1/4 finale          | JS Kabylie          | 1-1 (4-2 t.a.b)     |
| 2006-07 | 1/16 finale         | CS Constantine      | 3-1                 |
| 2007-08 | 1/2 finale          | JSM Béjaïa          | 3-1                 |
| 2008-09 | 1/32 finale         | AS Khroub           | 0-0 (4-1 t.a.b)     |
| 2009-10 | 1/16 finale         | ASO Chlef           | 3-2                 |
| 2010-11 | 1/16 finale         | ES Sétif            | 2-1                 |
| 2011-12 | 1/32 finale         | AS Khroub           | 1-0                 |
| 2012-13 | 1/4 finale          | USM Alger           | 2-1                 |
| 2013-14 | 1/32 finale         | USM Alger           | 0-0 (5-4 t.a.b)     |
| 2014-15 | 1/4 finale          | RC Arbâa            | 1-1 (3-1 t.a.b)     |
| 2015-16 | finaliste           | MC Alger            | 1-0                 |
| 2016-17 | 1/4 finale          | USM Bel Abbès       | 4-0                 |
| 2017-18 | 1/32 finale         | CS Constantine      | 2-1                 |
| 2018-19 | 1/4 finale          | CR Belouizdad       | 0-1 & 3-1           |
| 2019-20 | 1/16 finale         | RC Arbâa            | 1-0 (a.p)           |
| 2020-21 | Compétition annulée | Compétition annulée | Compétition annulée |
| 2021-22 | N.J                 | N.J                 | N.J                 |
| 2022-23 | 1/32 finale         | US Chaouia          | 2-0                 |
| 2023-24 | 1/8 finale          | ES Mostaganem       | 1-1 (13-12 t.a.b)   |

## Participations internationales

### Championnat arabe des clubs
Entre les 21 et 23 février 1986, le NAHD participe aux éliminatoires de la 4e édition de la Coupe des clubs champions arabes en Tunisie (zone 3 du Maghreb Arabe) et se voit éliminé. Le MAHD a battu en demi-finale le club libyen Al-Dhahra (2-1) et s'est incliné en finale devant l'EST de Tunis (0-6),.

### Ligue des champions arabes
Lors de la saison 2003-04 et celle de 2004-05, le NAHD participe respectivement à la 20e Ligue des champions arabes 2003-2004 et à la 21e édition Ligue des champions arabes 2004-2005 qui fut organisée en aller-retour et se voit aussi éliminé au premier tour.
La NAHD participe au championnat arabe des clubs 2017 en Égypte.Il est reparti dans le groupe A en compagnie des clubs  Al-Wahda des Émirats Arabes, d'Al-Faisaly de Jordanie, et d'Al Ahly SC local. Le NAHD s'est fait éliminer au premier tour après une victoire 2-0 face à Al-Wahda et deux défaites, face à Al-Faisaly sur le score de 1-0 et 2-1 face à Al Ahly SC après un penalty imaginaire.

#### Coupe d'Afrique des vainqueurs de coupe de football
Le NAHD apparaît pour la première fois en 1978, où il bat Al-Madina (3-2), pour se hausser en quarts de finale, et se qualifie en demi-finale en battant l'Inter Club Brazzaville sur le score de 5-0, et un 2-2 contre Mufulira Wanderers en demi-finale, et s'incline en finale avec le score de 2-5 (Horoya AC) et termine Finaliste
Pendant sa deuxième apparition, le NA Hussein-Dey se dispute contre ACS Ksar sur le score de 7-1, et contre le Casa Sport pendant le second tour (3-1) et se qualifie en quarts de finale pour jouer contre Eleven Wise (5-2) et s'éliminer contre le Africa Sports National en demi-finale (2-3)
En 1994, il se dispute contre Djoliba AC (2-0) en premier tour et cède sa place en deuxième tour à BCC Lions (4-0).

### Coupe de la confédération
- Lors de la saison 2018-2019, le NAHD partipe pour la 1re fois à cette compétition, il a éliminé les Diables noirs de Brazzaville (2-0) et (1-1), puis le green eagles fc du Zambie (0-0) et (1-2) et pour qualifié aux phases de poules il falait sortir le ahly de benghazi (1-0) et (1-3) .
- la phase des poules le NAHD se trouve dans le groupe D avec le zamalek d'Égypte, gor mahia du Kenya et le petro de l'Angola.
- il s'est classé 3e du groupe (D) et fait éliminer par le zamalek lors de la 6e et dernière journée (0-0), le zamalek et gor mahia seront qualifiés pour les quarts de finale de la coupe de la caf, saison 2018-2019.

### Records
- La plus large victoire enregistrée par le NAHD en (Division D'Honneur / Centre) première division a lieu le 31 mai 1964 au Stade Zioui lorsque les Sang et Or battent l'ASO Chlef sur le score de 8-0[13].

- Dans le deuxième palier, les Nahdistes réalisent par deux fois la performance de gagner par dix buts d'écart. La première le 29 mai 1997 en Championnat d'Algérie de football de deuxième division 1997-1998, également dans la ville de Hussein dey au stade Zioui, où ils se défont les sudistes du RC M'zab par 10-0[14] Puis, quinze ans plus tard, le 22 février 2013 au stade du 20-Août, ils s'imposent sur le même score face au  dernier du classement, le CR Témouchent[15].

- En Coupe d'Algérie, le MAHD à l'époque réalise le plus gros score de l'histoire de la fameuse coupe en 1979 contre le club de US Santé Mecheria par (9 à 3) lors des seiziéme de finale, le match été joué le vendredi 16 février 1979[16] au Stade du 20-Août-1955 à Alger [17].

## Personnalités du club

### Joueurs
- Si vous ne connaissez pas le sujet, laissez ce bandeau (vous pouvez alors contacter les auteurs).
- Si vous supprimez le contenu mis en cause (vous pouvez préalablement contacter les auteurs),

argumentez précisément cette suppression dans la page de discussion
(un manque de référence n'est pas un argument ; une recherche réelle de référence doit avoir été effectuée, être formellement documentée).
Parmi les joueurs emblématiques du club, citons Hocine Saâdi, Dahmane Defnoun, Sofiane Abbès, Saïd Ouchène, Lakhdar Bouyahi, Ikhlef Youssef, Mohamed Khedis, Chaâbane Merzekane, Ali Fergani, Ahmed Aït El Hocine, Sid Ali Lazazi, Samir Alliche, Rabah Madjer, Mahmoud Guendouz.
Une mention spéciale pour Rabah Madjer qui eut la possibilité d'évoluer à l'étranger et qui fit une carrière internationale avec des clubs européens, Racing de Paris, Valence et le club portugais du FC Porto notamment. Mahmoud Guendouz, un autre joueur qui détenait pour un temps le palmarès algérien du temps de jeu le plus long en phases finales de coupe du monde (540 min).
En 2008, le NAHD transfère son défenseur central Rafik Halliche au Benfica Lisbonne. Halliche qui va battre le record de Guendouz en disputant les sept matchs (700 min) de l'équipe d'Algérie lors des phases finales de Coupe du monde (2010 et 2014).
- Ali Fergani
- Hocine Saâdi

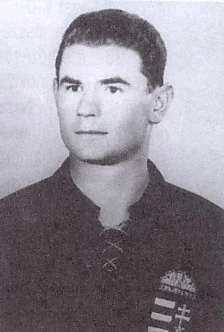
Géza Kalocsay
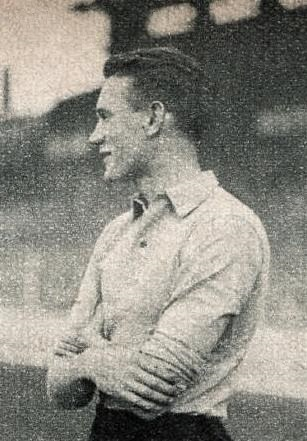
Jean Snella
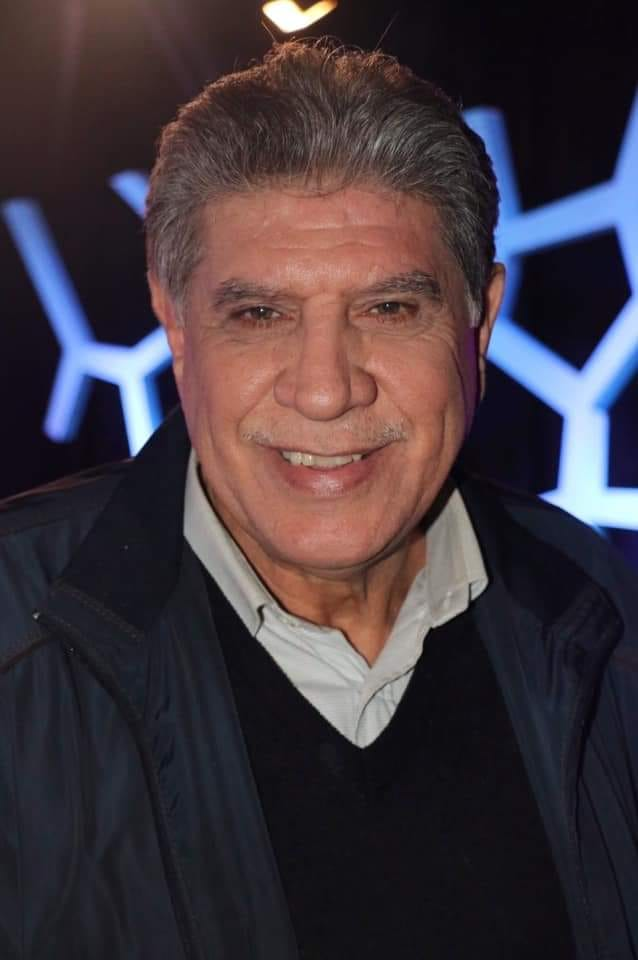
Meziane Ighil
- Hacène Lalmas
- Mahmoud Guendouz
- Rabah Madjer
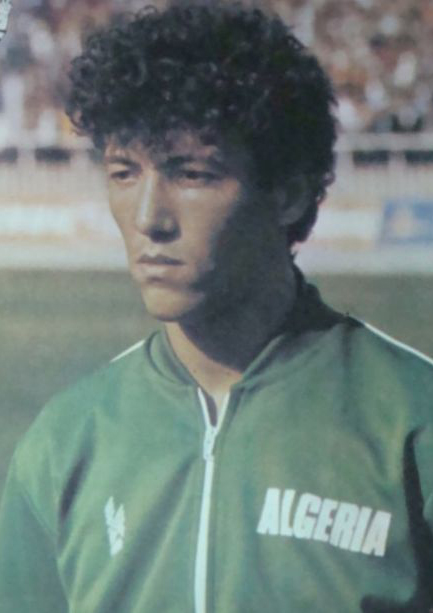
Chaâbane Merzekane
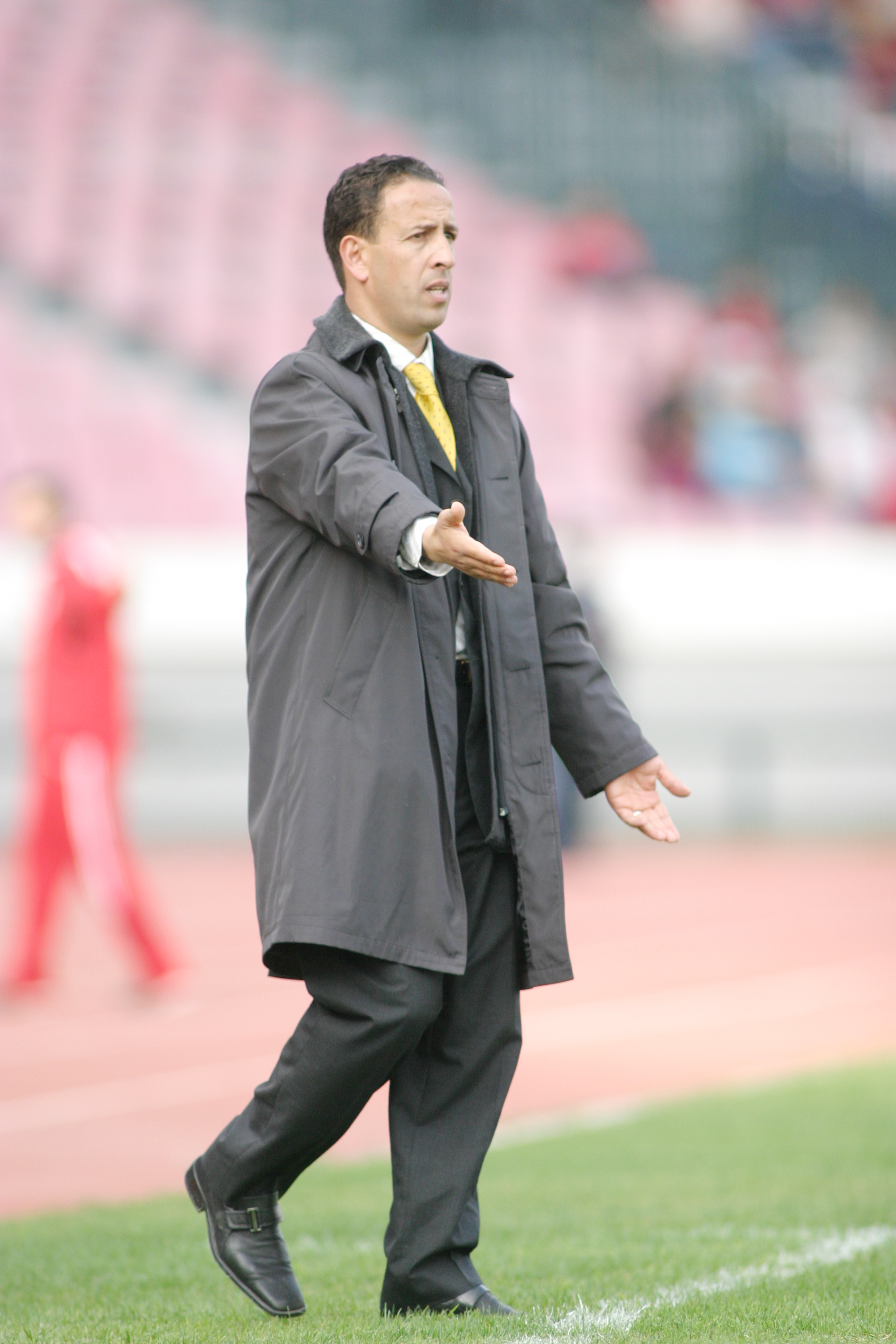
Azzedine Aït Djoudi
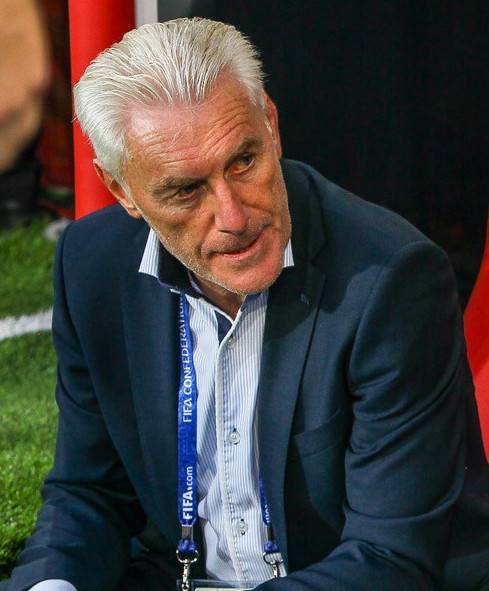
Hugo Broos

- Mourad Naïm
- Abdelaziz Zarabi
- Mokhtar Kalem
- Khaled Ferhati
- Ahmed Aït El Hocine
- Billel Dziri
- Hamza Yacef
- Rafik Halliche
- Mahieddine Safsafi
- Brahim Djerradi
- Saïd Ouchène
- Dahmane Defnoun
- Lakhdar Bouyahi
- Ikhlef Youssef
- Mohamed Khedis
- Abdallah Guenoun
- Sid Ali Lazazi
- Nacer Zekri
- Samir Alliche
- Lakhdar Adjali
- Malik Asselah
- Fodil Dob
- Djamel Benlamri
- Sofiane Bendebka
- Ahmed Gasmi
- Mohamed-Amine Tougaï

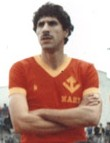
Meziane Ighil sous les couleurs du NAHD.
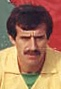
Ali Fergani a porté le maillot du NAHD pendant dix saisons.
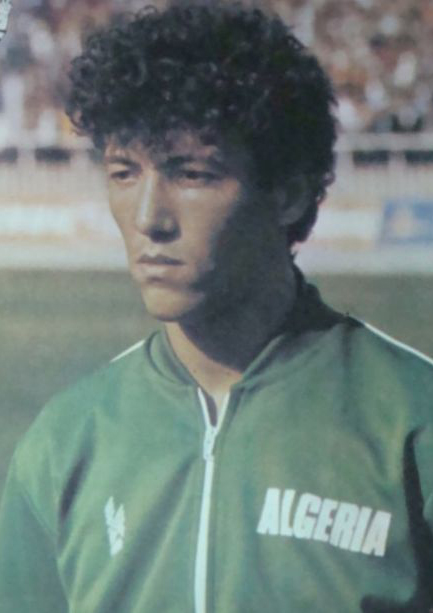
Chaâbane Merzekane, emblématique joueur du NAHD.
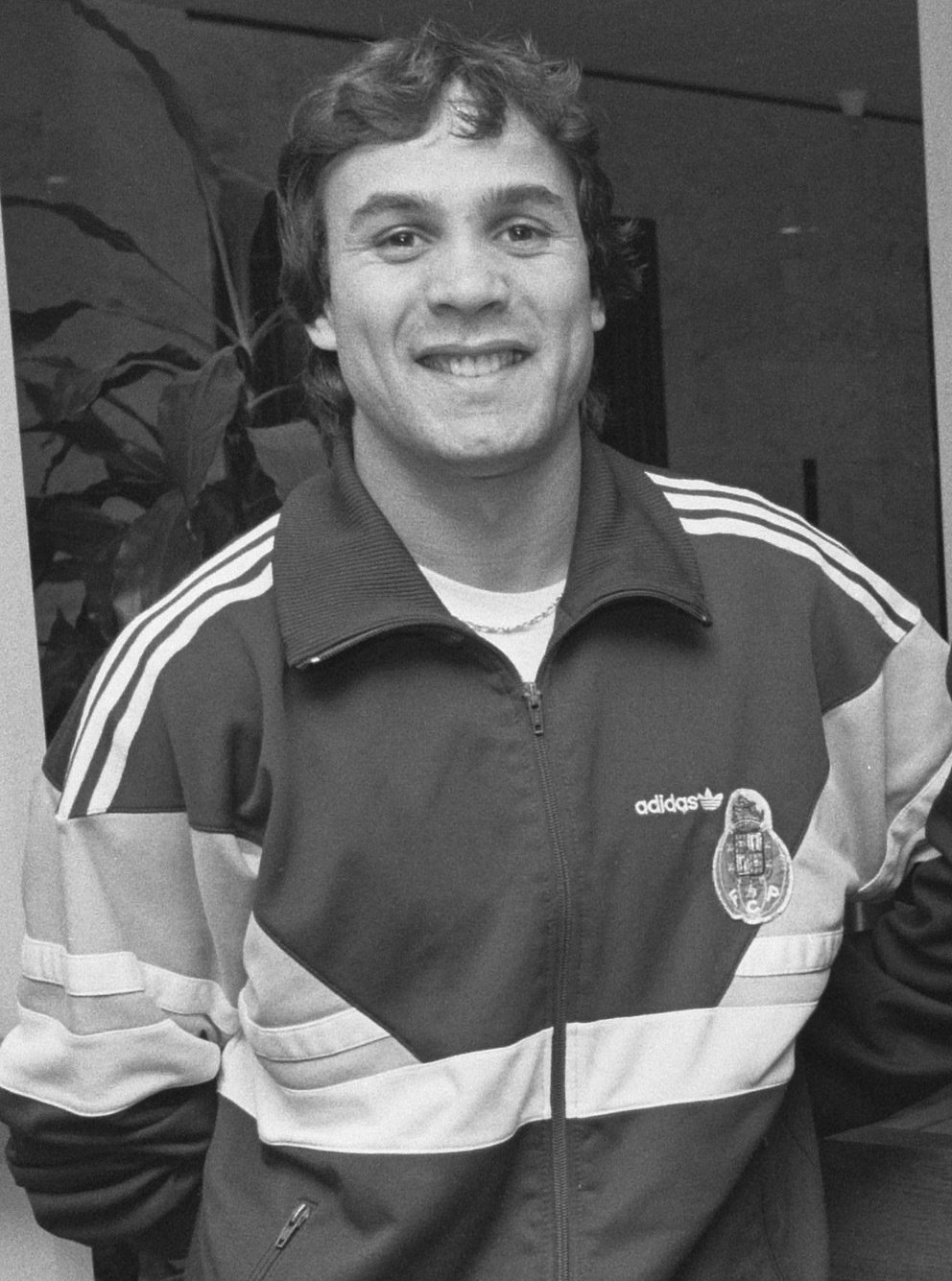
Rabah Madjer, emblématique joueur du NAHD.
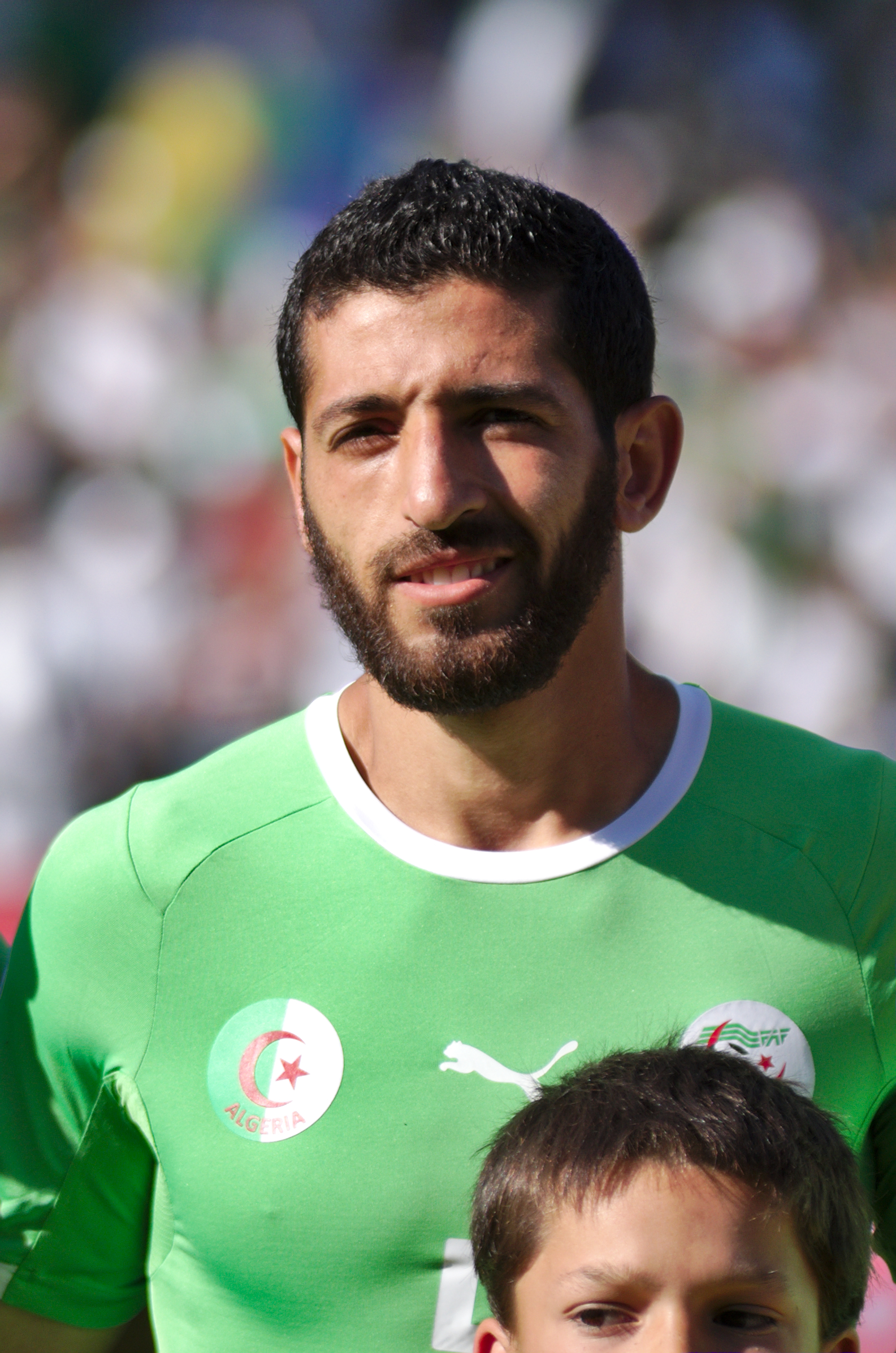
Rafik Halliche été formé à Le NAHD ainsi qu'il a porté  le maillot du club entre (2005-2008).

### Meilleurs buteurs en compétitions officielles

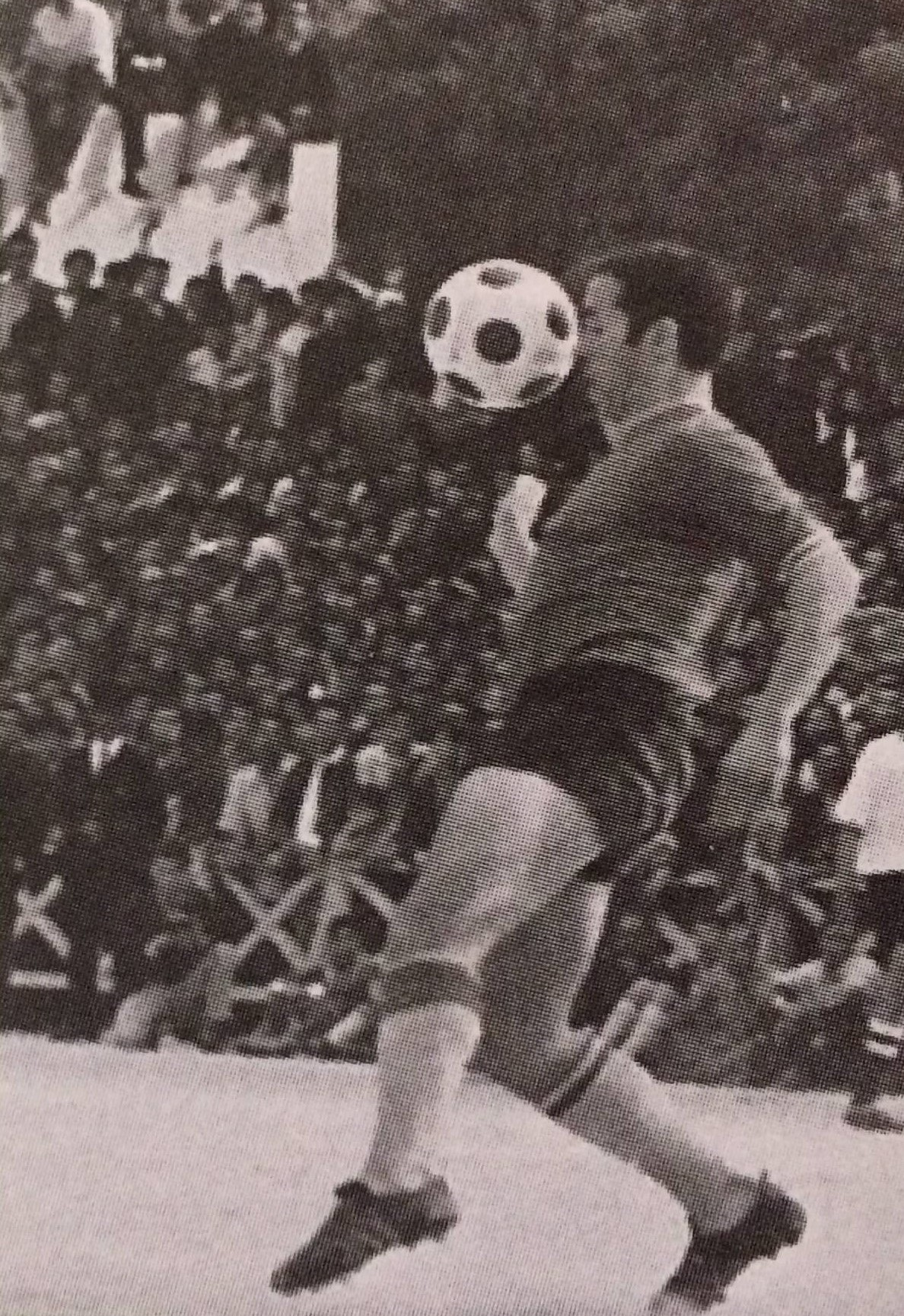
Hocine Saâdi est le meilleur buteur de l'histoire du NA Hussein Dey

Depuis juin 1965, le meilleur buteur de l'histoire du NA Hussein Dey est Hocine Saâdi, avec plus de 90 buts inscrits à ce jour en matchs officiels.
Le meilleur buteur du club sur une saison de Ligue 1 est Hocine Saâdi avec 39 buts inscrits en 1963-1964.
Le meilleur buteur du club sur une saison de Ligue 2 est Samir Alliche avec 22 buts inscrits en 1995-1996.
| Rang | Joueurs       | Période   | Ligue 1 | Coupe d'Algérie | Afrique | Autres | Total |
| 1er  | Hocine Saâdi  | 1962-1970 | +70     | +10             |         | +10    | +90   |
| 2e   | Ali Fergani   | 1969-1979 | +74     |                 |         |        | +74   |
| 3e   | Samir Alliche | 1998-2006 | 31      |                 |         | +22    | +53   |
| 4e   | Ahmed Gasmi   | 2015-2019 | 37      | 3               | 5       | 1      | 46    |

### Entraîneurs
Le NAHD est connu pour sa politique de formation prônée par des entraineurs de renom : Hamoud Fez, René Vernier, Reynolds, Ammar Boudissa et Jean Snella. Cette politique fut à l'origine de l'éclosion d'une génération de footballeurs d'exception qui a constitué l'ossature de l'équipe algérienne au mondial espagnol en 1982.
Le tableau suivant présente la liste des entraîneurs du NA Hussein Dey :
| Nom                     | Période                |
| ----------------------- | ---------------------- |
| Géza Kalocsay           | 1963-1965              |
| Hamoud Fez              | 1965-1969              |
| René Vernier            | 1970-1972              |
| Amar Boudissa           |                        |
| Jack Reynolds           |                        |
| Jean Snella             | 1976-1978              |
| Abdelkader Bahmane      | 1978-1982              |
| Mohamed Khedis          | 1982-1986              |
| Meziane Ighil           | 1988-1993              |
| Abderrahmane Mehdaoui   | 1993-1994              |
| Chaâbane Merzekane      | 1997-1999              |
| Djamel Menad            | 2000-2001              |
| Rachid Cheradi          | 2001-2003              |
| Mustapha Biskri         | 2003-2005              |
| Dan Anghelescu          | 2005-2006              |
| Sofiane Ammari          | 2007-2008              |
| Mustapha Heddane        | 2010-2011              |
| Nabil Medjahed          | juillet-novembre 2011  |
| Said Hammouche          | nov. 2011-jan. 2012    |
| Chaâbane Merzekane (2)  | janvier-mai 2012       |
| Azzedine Aït Djoudi     | août-octobre 2012      |
| Nabil Medjahed          | novembre-décembre 2012 |
| Youcef Bouzidi          | déc. 2012-jan. 2013    |
| Salem Gaci              | janvier-mars 2013      |
| Zoheïr Djelloul         | mars-septembre 2013    |
| Younes Ifticene         | oct. 2013-mai 2014     |
| Azzedine Aït Djoudi (2) | juin-novembre 2014     |

| Nom                     | Période                 |
| ----------------------- | ----------------------- |
| Hugo Broos              | nov. 2014-fév. 2015     |
| Meziane Ighil (2)       | février-avril 2015      |
| Youcef Bouzidi (2)      | avril-mai 2015          |
| Abdelkader Yaïche       | juin-septembre 2015     |
| Youcef Bouzidi (3)      | sep. 2015-2016          |
| Alain Michel            | 2016-2017               |
| Billel Dziri            | 2017-nov. 2018          |
| Mohamed Lacet           | nov. 2018-jan. 2019     |
| Meziane Ighil (3)       | janvier-mars 2019       |
| Mohamed Lacet           | mars-mai 2019           |
| Arezki Remmane          | juillet-octobre 2020    |
| Lakhdar Adjali          | nov. 2019 -jan. 2020    |
| Azzedine Aït Djoudi (3) | janvier-mars 2020       |
| Fouad Bouali            | mars-juin 2020          |
| Nadhir Leknaoui         | août 2020-jan. 2021     |
| Billel Dziri (2)        | janvier-mai 2021        |
| Abdelkader Yaïche       | mai-septembre 2021      |
| Karim Zaoui             | septembre-décembre 2021 |
| Mohamed Mekhazni        | mars 2022               |
| Lyamine Bougherara      | mars-mai 2022           |
| Saber Bensmain          | juillet-octobre 2022    |
| Abdelghani Boufenara    | oct 2022-juin. 2023     |
| Arezki Remmane (2)      | juillet-novembre 2023   |
| Nacer Zekri             | déc 2023-jan. 2024      |
| Mohamed Lacet (2)       | février-juin 2024       |
| Abdelghani Boufenara    | août-octobre 2024       |
| Karim Zaoui (2)         | depuis novembre 2024    |

- Géza Kalocsay
- Jean Snella
- Meziane Ighil
- Chaâbane Merzekane
- Azzedine Aït Djoudi
- Hugo Broos

### Présidents
Le club du Nasr Athletic Hussein Dey est dirigé actuellement par Yacine Heniad.
Les présidents qui se sont succédé à sa tête sont:
| Présidents          | Périodes       |
| ------------------- | -------------- |
| Ali Hantour         | en 1947        |
| Benyoucef Bensiam   |                |
| Slimane Hoffman     | De 1970 à 1974 |
| Manaà               |                |
| Abdesslam Zemmouri  |                |
| Mustapha Derbah     |                |
| Meziane Ighil       | en 2000        |
| Mohamed Khedis      |                |
| Mourad Lahlou       | De 2004 à 2008 |
| Mohamed Toumi       | De 2008 à 2009 |
| Manaâ Guenfoud      | De 2009 à 2013 |
| Bachir Ould Zmirli  | De 2013 à 2019 |
| Mahfoud Ould Zmirli | De 2019 à 2021 |
| Kamel Saoudi        | De 2020 à 2021 |
| Sofiane Bouderouia  | De 2021 à 2023 |
| Djamel Rekik        | De 2023 à 2024 |
| Yacine Heniad       | Depuis 2024    |

## Identité du club

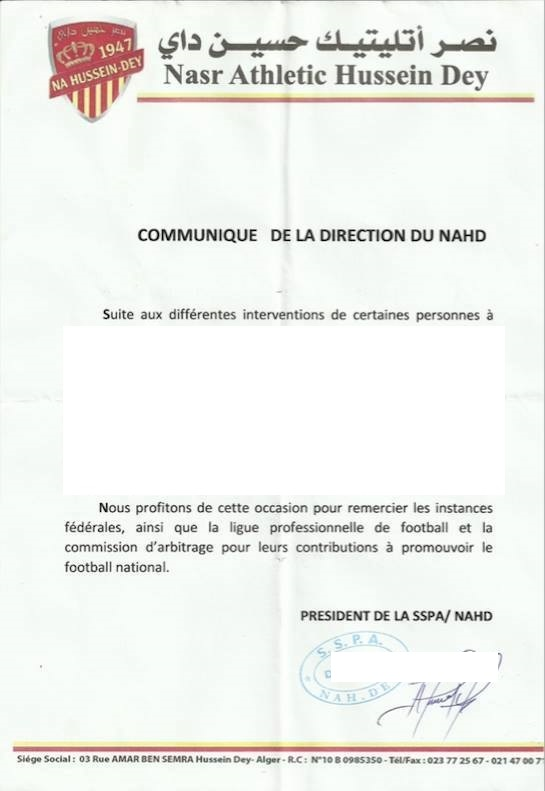
En-tête du NAHD

### Différents noms du club
Lorsque le club naquit officiellement lors de l'année 1947, il adopta le nom de Nasr Athletic Hussein Dey et porta les couleurs symboliques qui sont le sang des révolutionnaires et l'or de la richesse. C'est donc avec ce nom et ces couleurs que l'équipe évolua durant l'époque coloniale pendant près de neuf ans entre les années 1947 et 1956. À l'indépendance du pays, le club garda le même nom et les couleurs jusqu'au début des années 1970.
Au début des années 1970, Le NAHD a été le premier club algérien à engager un partenariat avec une entreprise commerciale en l'occurrence Air Algérie grâce à l’aide de Slimane Hoffman, et ce avant même la réforme sportive de 1977, il s’agissait d’un prélude au professionnalisme avant l’heure.
Lors de l'avènement de la réforme sportive en 1977, la CNAN (Compagnie National Algérienne de Navigation) avec le M de Milaha (signifiant navigation) sponsorisa le Nasr Athletic Hussein Dey devenu Milaha Athlétique d'Hussein Dey. Depuis, la fin des années 1980, tous les clubs algériens retrouvent leur anciens noms, ainsi le MAHD redevient le NAHD.
| Nasr Athlétique d'Hussein Dey |
| ----------------------------- |

| Nasr Air Algérie d'Hussein Dey |
| ------------------------------ |

| Nasr Athlétique d'Hussein Dey |
| ----------------------------- |

| Milaha Athlétique d'Hussein Dey |
| ------------------------------- |

| Nasr Hussein Dey |
| ---------------- |

| Nasr Athlétique d'Hussein Dey |
| ----------------------------- |

| Nasr Athletic Hussein Dey |
| ------------------------- |

### Couleurs

Pavillon du dey d'Alger.

Le Club porta les couleurs symboliques qui sont le sang des révolutionnaires et l'or de la richesse.
« Entre la victoire et l'attachement »,
Après l'approbation de la création du club sportif de Nasr Hussein Dey à la suite de la fusion de trois clubs, le moment est venu de choisir les couleurs de cette équipe.
Deux opinions divergentes s'affrontent. Le premier camp suggère l'importance de l'attachement en proposant les couleurs blanche et verte, symbolisant ainsi le patriotisme, l'Islam et le paradis. Le deuxième camp, quant à lui, se dresse en protestation, considérant que l'honneur de l'attachement n'est pas d'actualité et qu'il est nécessaire de choisir des couleurs représentant le combat et la libération de l'esclavage.
Cela s'explique par le fait que la majorité des membres fondateurs étaient imprégnés de l'esprit de lutte à un point incroyable, allant jusqu'à proposer les couleurs rouge et jaune, symbolisant l'expression Il faut crever l’abcès Cette déclaration est venue au moment de la réunion des fondateurs du NAHD en 1947 pour choisir les couleurs du club. Pour nettoyer le sang du pus, purifier le sang algérien du pus coloniale impur. L’idée a été approuvée avec le choix des couleurs jaune et rouge pour l’équipe.
Cette idée est venue comme un message au colonisateur qui a pris la liberté des Algériens et les a fait un groupe marginalisé conscient de l’injustice, la pauvreté et l’esclavage.
De sorte que parmi les fondateurs étaient des hommes révolutionnaires et militants qui ont aimé leur patrie et leur ville mère comme le martyr Mohammed Zioui le premier martyr sportif et frères et de nombreux membres.
Plusieurs versions existent pour expliquer ce choix :Le secret du choix du rouge et du jaune comme couleurs de base inspiré aussi du pavillon de la Régence d'Alger à l’époque du Dey Hussein, cela est prouvé par certains peuples anciens, mais il y a un autre point de vue de certains qui a dit que ces couleurs sont associées à l’aspect politique et idéologique du fait que la France applique alors le système capitaliste. pour diriger son rejet total de l’autorité française par les couleurs de drapeau de L' URSS et Le Socialisme dans le but d’internationaliser la cause algérienne dans les forums internationaux et d’accélérer la résolution de la question.

### Logos

Historique des logos du Nasr Athletic Hussein Dey
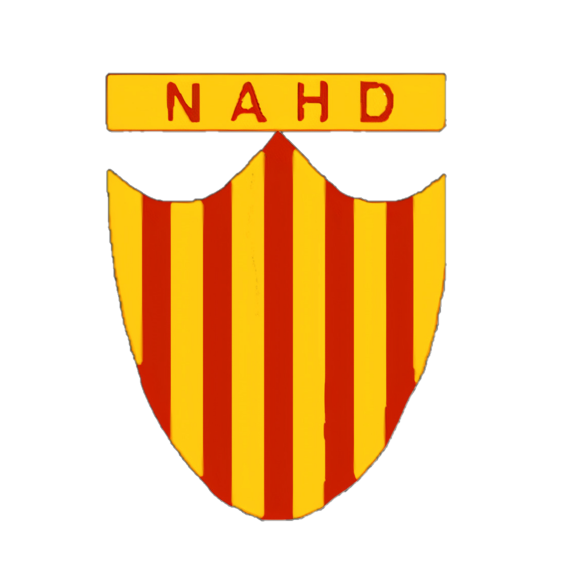
Logo du NAHD à sa création (1947-1977)
Ancien logo du club a l'époque de la réforme sportive (1977-1987)
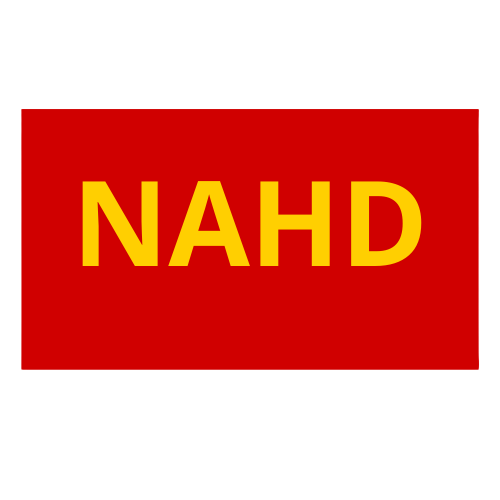
Ancien logo du club (Années 1990)
Ancien logo du club (Années 2000)
Ancien logo du club (2010-2013)
Ancien logo du club (2013-2022)
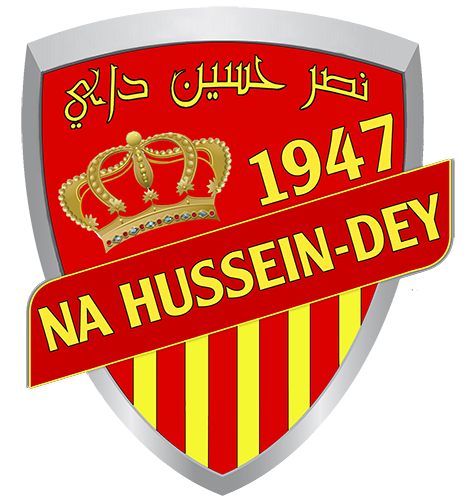
Ancien logo du club (Version alternative) (2013-2022)
Ancien logo du club (2022-2023)
Logo actuel du club (Depuis 2023)

### Maillots portés par le club
Le maillot du Nasria est longtemps réalisé par la Société Nationale des Industries Textiles Algérienne Sonitex, puis Il est remplacé par plusieurs Marque spécialisée dans la fabrication d'articles de sport tels que: Cirta sport, Baliston, Joma, Uhlsport, Hummel, Patrick et KCS.
Le club est sponsorisé depuis 1970 et s'est vu équipé par plusieurs différents équipementiers, Actuellement le club ne dispose d'aucun sponsor sur son maillot:
| Période     | Équipementier | Sponsor du maillot                                |
| 1970 – 1974 | Sonitex       | Air Algérie                                       |
| 1974 – 1977 | Sonitex       | /                                                 |
| 1977 – 1988 | Sonitex       | Compagnie Nationale de Navigation (CNAN)          |
| 1988 – 1990 | Sonitex       | /                                                 |
| 1990 – 1992 | Sonitex       | Gema                                              |
| 1992 – 1993 | ?             | /                                                 |
| 1993 – 2000 | Cirta Sport   | Gema                                              |
| 2000 – 2001 | Puma          | Groupe Khalifa / Gema                             |
| 2001 – 2003 | Cirta Sport   | Groupe Khalifa / Gema                             |
| 2003 – 2004 | Patrick       | Sonatrach / Gema                                  |
| 2004 – 2006 | Cirta Sport   | Sonelgaz / Gema / Sonatrach                       |
| 2006 – 2007 | Baliston      | Sonatrach / Gema / Nass Bladi / Echorouk El Yawmi |
| 2007 – 2008 | Cirta Sport   | Sonatrach / Gema / Nass Bladi / Tahkout / Condor  |
| 2008 – 2009 | Baliston      | Sonatrach / Gema / Mobilis / Sinch                |
| 2009 – 2010 | Baliston      | Sonatrach / Gema / Mobilis                        |
| 2010 – 2011 | Uhlsport      | /                                                 |
| 2011 – 2012 | Uhlsport      | Echorouk El Yawmi / Bouchra                       |
| 2012 – 2013 | ?             | /                                                 |
| 2013 – 2014 | Joma          | Sonelgaz / Clic Promtion / Vita Jus / ?           |
| 2014 – 2015 | Uhlsport      | Mobilis / LG / Clic Promotion                     |
| 2015 – 2016 | Uhlsport      | Ooredoo / Novo Medis / Clic Promotion             |
| 2016 – 2017 | Uhlsport      | Ooredoo / Novo Medis / Clic Promotion / Peng Pu   |
| 2017 – 2018 | Joma          | Novo Medis                                        |
| 2018 – 2019 | Uhlsport      | Daweoo Trucks                                     |
| 2019 – 2020 | Hummel        | /                                                 |
| 2020 – 2022 | Kcs           | /                                                 |
| 2022 – 2024 | Uhlsport      | Saidal / Sofibois                                 |
| 2024 -      | Joma          | Sonelgaz / Enac / Saidal                          |

|  |  |  |  |  |  |  |  |  |  |

## Structures du club

### Infrastructures

#### Stade des Frères-Zioui
Le stade des Frères-Zioui est le plus grand stade du quartier d'Hussein-Dey, baptisé en l'honneur des Frères-Zioui ( Le martyr Mohamed et Akhli), des fondateurs et des anciens joueurs du club, Anciennement connu comme Le Stade Municipal d'Hussein-Dey de L'OHD, est un stade de football d'une capacité de 5 000 places situé à Hussein Dey à l'Est d'Alger. L’enceinte est le lieu de résidence des clubs de la ville: le NAHD, l'IR Hussein Dey et le JS Mer et Soleil.
Construit en septembre 1928 par le Club L'Olympique d'Hussein-Dey avec la prise de fonction de Docteur CARNET George comme président et grâce a l'appui de la municipalité et des maisons durafour et cardinal. c'est un stade redouté, auquel Albert Camus, ancien joueur du RUA, fera référence dans ses écrits, il n'est adopté par le NAHD qu'à partir de 1962, Après l'indépendance, la tribune a été prolongée de part et d'autre sur toute la longueur du terrain. Le terrain lui a été recouvert d'une pelouse en gazon synthétique, Le NAHD devenue propriétaire du stade. Il est profondément modernisé à plusieurs occasions, Depuis la saison 2011/2012 le stade n'est plus homologué pour recevoir des rencontres de première et deuxième division. Grâce à des tribunes proches du terrain, l’enceinte bénéficie d’une atmosphère qui en fait l’un des stades de football les plus célèbres au Algérie.

#### Centre Sportif de Bensiam
Le Centre Sportif de Bensiam est un petit complexe de proximité et le centre d'entraînement principale du club, baptisé en hommage au l'un des fondateurs du club Benyoucef Bensiam Il est aussi le propriétaire du terrain sur lequel le complexe a été construit et donné comme un arrêt pour le club. situé en plein cœur d'Hussein Dey. Il compte notamment deux terrain, un terrain d'entraînement pour les séniors et l'équipe réserve tandis que l'autre c'est un petit terrain pour les autres catégories des jeunes et aussi des vestiaires et entrepôts. Des infrastructures existent également pour la réunion des dirigeants du club omnisports et un boutique officiel .
En 2014, l'administration du NAHD a procédé à l'aménagement du stade, et à la mise en place d'une nouvelle pelouse artificielle

#### Cercle du club
L'ancien cercle sportif du club, abritant également le célèbre café du NASRIA, est situé au centre du quartier Hussein Dey dans la rue tripoli. Témoin d'une riche histoire sportive et sociale, ce lieu emblématique incarne l'esprit vibrant de la communauté locale. Autour de ce repère sportif, résonnent les échos des exploits passés, des victoires mémorables et des rassemblements passionnés des nahdistes. Le café, quant à lui, est devenu le lieu de rencontre incontournable où se tissent des liens étroits entre les habitants, les fervents supporters et les amoureux du Milaha. Au fil des années, ce cercle sportif est devenu bien plus qu'un simple lieu destiné à l'athlétisme ; il symbolise l'unité, la fierté et la camaraderie qui animent la vie quotidienne dans le quartier d'Hussein Dey.

#### Boutiques
La boutique officielle du Nasr Athletic Hussein Dey constitue la première source pour les supporters et les passionnés du club qui cherchent à acquérir des articles authentiques et officiels. Inauguré en octobre 2023, situé au Centre Sportif de Bensiam, ce magasin offre une gamme d'équipements, de maillots, de souvenirs et d'accessoires, tous arborant fièrement les couleurs distinctives du NAHD. La proximité avec le stade crée une atmosphère immersive, permettant aux fans de se connecter davantage avec leur équipe favorite. Toutefois, en dehors de cette boutique officielle, quelques boutiques non officielles disséminées dans le quartier d'Hussein Dey et les quartiers voisoins proposent également une sélection d'articles aux couleurs du club.

## Aspects juridiques et économiques

### Aspects juridiques
Le NA Hussein Dey est un club affilié à la FAF. Le club est composé d'une association (CSA) et d'une société (SSPA). Le CSA gère la section amateur.
La société NA Hussein Dey possède le statut de Société sportive par actions (SSPA) depuis 2010. Cette SSPA comporte une direction et un conseil d'administration servant d'instrument de contrôle de la gestion du club. Elle a vocation à gérer à la fois la section professionnelle du NAHD mais aussi les équipes de jeunes (des moins de douze ans jusqu'à l'équipe réserve).
L'actionnaire unique du club depuis décembre 2010, est le Club sportif amateur.

## Culture populaire

### Groupe de supporteurs
Les supporters du NA Hussein Dey sont appelés Les Nahdistes et aussi ils sont appelés Les Deys, en référence à leur symbole de la ville Le Dey Hussein.
Plusieurs chansons du club viennent animer la Curva Razzista « Chkoun Yhabes El Virage », « La Bella Storia », « Jemra »... Celle-ci racontent le quotidien de ces jeunes et ils expriment à travers elles leur amour pour le club.
Parmi les groupes de supporters du club, Ultra' Dey Boys (UDB09), un groupe de jeunes supporters créé le 14 septembre 2009, Ce groupe a fait sa première apparitions lors d'un match de championnat algérien le 19 septembre 2009 contre MC Alger, Il est le premier groupe d'Ultras en Hussein Dey. Les autres groupes d'ultras sont Ultras Lobos qui ont rejoint le mouvement ultra le 10 septembre 2011 lors de la rencontre ESS-NAHD au Stade du 8-Mai-1945 a Sétif et qui est retiré en 2013 et Ultras Crazy Capitale (UCC), créé en 2014 et dissous en 2020.
Il y a trois ultras de club officiels : 
| Nom                   | Abréviation | Date de création | Emplacement du stade | Devise                      |
| --------------------- | ----------- | ---------------- | -------------------- | --------------------------- |
| Ultra' Dey Boys       | UDB         | 2009             | Virage               | Siempre Con La Sangre Y Oro |
| Ultras Lobos          | UL'11       | 2011             | 2e Tribune           | Los Lobos Siempre Solo      |
| Ultras Crazy Capitale | UCC         | 2014             | 1er Tribune          | Fulfill You To Death        |

Le Groupe Musical, «Groupe Catalonia», crée lors des années 2000, représente également une grande partie de la culture musicale et artistique Nahdiste et l'un des fondateurs d'ultras dey boys, contribuant dans le passé à la production de nombreux chants populaires au sein des supporteurs de Le NAHD, chantés jusqu'à présent dans les stades. Le Groupe Catalonia était également l'un des premiers groupes de supporteurs à produire des chants de stade, ainsi que des chants socio-politique à cette époque-là, le groupe connu pour ses musiques exceptionnelles et ses reprises lors des années 2000, continue à produire des chansons pour le club occasionnellement.
Le Chanteur de chaâbi, Mohamed Chetouane, est un célèbre supporteur du club, Il a d'ailleurs dédié l'une de ses chansons à Le NAHD, tout comme l'étaient des figures de le Rap algérien tels que Le célèbre Groupe du Rap «MBS» Le micro brise le silence, tous ces members issus du quartier populaire Hussein Dey (Rabah Donquishoot, Deymed, Diaz) et Mourad chaâbane est lui aussi un grand fan de NASRIA.

### Rivalités
Les rivaux du Nasr Athletic Hussein Dey comptent:
- Chabab Riadhi Belouizdad: Hussein Dey et Belouizdad sont deux quartiers algérois voisins, et les matchs qui opposent le CRB et le NAHD soulèvent les passions des supporters des deux clubs qui fait office de derby local. À ce titre, Le NAHD fut la (bête noire) du CRB avec une série d'invincibilité entre 1996-2009, sachant que le NAHD jouait à des paliers inférieurs par rapport au CRB (saisons 1997-1998, 1999-2000, 2000-2001 et 2001-2002), et de 14 ans entre 1980-1994, sachant que le NAHD jouait a des paliers inférieurs du CRB (saisons 1986-1987, 1987-1988, 1988-1989, 1989-1990 et 1990-1991). La rivalité entre le Chabab Riadhi Belouizdad et le Nasr Athletic Hussein Dey se matérialise sportivement dès les premières rencontres au cours de la saison 1963-1964 lorsque les deux clubs se livrent une lutte serrée pour l'acquisition du championnat d'Alger[36].
- Raed Chabab Kouba: Au-delà de son caractère géographique (les communes d'Hussein Dey et de Kouba sont limitrophes), la rivalité entre le NAHD et le RCK est très prononcés dans les matchs qui les opposent, mais aussi au niveau de la formation, ou chacun d'eux revendique être la meilleure école de football au niveau de la capitale Alger et même au niveau national[37],[38]
- Union Sportive Madinet El Harrach: La relation entre NA Hussein Dey et USM El Harrach est surnommée le derby des frères ennemis, en raison du partage des quartiers populaires comme La Glacière, Oued Ouchayah, Cité El Istiqlal et Bachdjerrah[39].

### Relations avec les médias
L'actualité du NA Hussein Dey est couverte généralement par tous les médias algériens, et en particulier les deux journaux quotidiens sportifs Le Buteur et Compétition diffusés chacun à une centaine de milliers d'exemplaires. Les quotidiens généralistes algérienne Echorouk El Yawmi, fondé en 1991, est une partenaire officiel du club entre 2011 et 2012, Ennahar El Djadid, El Khabar et d'autres, consacrent également une part importante de leur actualité au Nasria.
En ce qui concerne la télévision, le club a vendu exclusivement ses droits de diffusion durant la période de professionalism (2010-2022) au L'Établissement public de télévision EPTV  anciennement L'ENTV, propriétaire de les chaînes de télévision La Chaîne terrestre et Canal Algérie, qui diffuse ses rencontres à domicile ou  a l'extérieur.

## Autres équipes
- Nasr athletic Hussein Dey (volley-ball)
- Nasr athletic Hussein Dey (basket-ball)
- Nasr athletic Hussein Dey (Handball)
- Nasr athletic Hussein Dey (boxe)
- Nasr athletic Hussein Dey (boules)